# Ronald Shroyer
Ronald Lynn Shroyer (* 1941) ist ein US-amerikanischer Komponist, Musikpädagoge, Dirigent, Flötist und Saxophonist.
Shroyer studierte an der Northeast Missouri State University und an der Truman State University in Kirksville, Missouri und erhielt 1963 den Grad eines Bachelor of Science. Das Studium an der University of Central Missouri in Warrensburg schloss er 1967 als Master of Arts ab. Er setzte seine Ausbildung an der University of Missouri–Kansas City fort und wurde 1975 als Doctor of Musical Arts in Komposition und Musiktheorie promoviert. Von 1976 bis zu seiner Emeritierung 2010 war er Professor für Musik und Dekan am Swinney Conservatory of Music der Central Methodist University. Er leitete die Jazzband der Universität und unterrichtete Blasinstrumente, Musiktheorie und Komposition. Er spielte in verschiedenen Tanz- und Jazzbands und komponierte neben einigen Orchesterwerken überwiegend Musik für Bläserensembles, darunter Three American folk songs für Bläserquintett. Er wurde u. a. mit dem Bradley University Prize for Composition und dem Phi Mu Alpha Orpheus Award ausgezeichnet.